# Жінки, які кохають до нестями
Жінки, які кохають до нестями (англ. Women Who Love Too Much) — книга самодопомоги ліцензованої сімейної терапевтки Робін Норвуд для жінок, що зазнають домашнього насильства, втягнуті в аб'юзивні чи співзалежні стосунки. Опублікована в 1985 році.
Книга очолювала список бестселерів Нью-Йорк Таймс в категорії «поради та інше» 1987 року. Їй приписують «зародження котеджної індустрії в терапевтичній спільноті».
Припущення, що жінки, які загрузли в нав'язливих стосунках, мають допомогти собі самі, зазнало критики від деяких феміністичних науковиць як звинувачення жертви.
Українською вийшла 2017 року у видавництві Vivat у перекладі Ганни Топіліної.